# Kronach (Bawaria)
Kronach – miasto powiatowe w Niemczech, w kraju związkowym Bawaria, w rejencji Górna Frankonia, w regionie Oberfranken-West, siedziba powiatu Kronach. Leży nad rzekami Rodach, Haßlach i Kronach.
Miasto położone jest ok. 190 km na wschód od Frankfurtu nad Menem i 235 km na północ od Monachium. 

## Dzielnice
W skład miasta wchodzą następujące dzielnice: 
| - Dörfles - Fischbach - Friesen - Gehülz (Breitenloh) - Glosberg - Gundelsdorf - Höfles | - Knellendorf - Neuses - Ruppen - Seelach - Vogtendorf - Wötzelsdorf - Ziegelerden | - Blumau - Birkach - Bernroth - Krugsberg - Kreuzberg |

## Polityka
Burmistrzem jest Manfred Raum (SPD). Rada miasta składa się z 24 członków:
|      | CSU | SPD | Wolni Wyborcy | Lista Kobiet | Pozostali | Razem      |
| 2002 | 11  | 9   | 1             | 1            | 2         | 24 miejsca |

### Współpraca
Miejscowości partnerskie:
- Stany Zjednoczone: Bettendorf
- Francja: Hennebont
- Węgry: Kiskunhalas
- Nadrenia-Palatynat: Rhodt unter Rietburg

## Zabytki i atrakcje
- Twierdza Rosenberg, największa niemiecka forteca średniowieczna
- synagoga
- mury miejskie
- Kościół pw. św. Jana Chrzciciela (St. Johannes der Täufer)
- klasztor Kronach
- szpital

## Transport
W mieście krzyżują się drogi B85, B173 i B303, Kronach jest także węzłem kolejowym, główną linią jest Monachium - Lipsk - Berlin do których dochodzą krótkie linie z Nordhalben i Weißenbrunn. W mieście znajduje się stacja kolejowa Kronach.

## Osoby urodzone w Kronach
- Max Baumann, kompozytor
- Lucas Cranach Starszy, malarz
- Matthias Gunderam, teolog
- Daniel Leistner, aktor
- Christian Meißner, polityk
- Kerstin Specht, pisarka
- Josef Stangl, biskup katolicki
- Cornelius Völker, malarz
- Johann Maximilian von Welsch, architekt
- Johann Kaspar Zeuß, filolog